# Hexenhügelradweg
Der Hexenhügelradweg „B33“ ist ein 16 Kilometer langer Radwanderweg im Nordburgenland, der von Mattersburg über die Gemeinden Sigleß und Krensdorf nach Zillingtal führt. Er verbindet den Rosaliaradweg mit dem Leitharadweg.

## Sehenswertes entlang der Strecke
- Mattersburg Eisenbahnviadukt über das Wulkatal (1846–1847 erbaut)[3]
- Hexenhügel Krensdorf[4][5]